# بونگوئنی
بونگوئنی (به لاتین: Boungoueni) یک زیستگاه انسانی در اتحاد قمر است که در آنژوان واقع شده‌است.

## خصوصیات
بونگوئنی  ۲٬۶۹۹ نفر جمعیت دارد.